# فالنسيا دي لاس توريس
بلدية فالنسيا دي لاس توريس (بالإسبانية: Valencia de las Torres)‏, هي إحدى بلديات مقاطعة بطليوس, التي تقع في منطقة إكستريمادورا, والتي تقع في غرب إسبانيا. يبلغ عدد سكانها 811 نسمة وفقاً لإحصائية سنة (2002).